# 98.ª División de Paracaidistas (Israel)

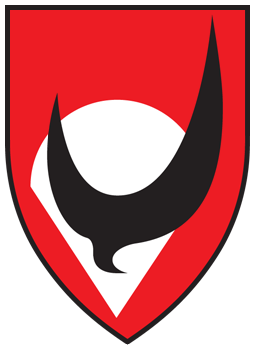
98° División de Paracaidistas de las IDF.

Estructura de la 98° División de Paracaidistas.

La 98° División de Paracaidistas conocida como "El Fuego" (en hebreo: עֻצְבַּת הָאֵשׁ, Utzbat HaEsh) es una unidad de infantería en reserva de servicio en las Fuerzas de Defensa de Israel. Está subordinada al Mando Territorial Central.

## Unidades
- 35.ª Brigada Paracaidista "Serpiente Voladora"
- 89.ª Brigada Oz Brigada de comandos
- 55.ª Brigada Paracaidista "Punta de lanza"
- 551° Brigada de Paracaidistas "Hetzei Ha-Esh"/"Flechas de Fuego" (Reserva)
- 623° Brigada de Paracaidistas "Hod Ha-Hanit"/"Punta de Lanza" (Reserva)
- 7298° Unidad "YANMAN", Unidad de Fuerzas Especiales Aerotransportadas Antiaéreas

- Datos: Q2619015
- Multimedia: 98th Fire Paratroopers Division / Q2619015